# Le Moniteur Universel
Le Moniteur Universel (em português, O Monitor Universal) foi um jornal francês fundado em 24 de novembro de 1789 em Paris, França, por Charles Joseph Panckoucke e que descontinuou em 30 de junho de 1901.
Foi o principal jornal durante a Revolução Francesa e durante muito tempo o diário oficial do governo francês. Nos tempos de Napoleão foi um órgão de propaganda do regime napoleônico. O diário teve uma ampla difusão tanto na França como na Europa e nos Estados Unidos durante a Revolução Francesa.

## História
O interesse despertado pelos debates da primeira Assembleia Nacional sugeriu a Hugues-Bernard Maret a ideia de publicar o Boletim da Assembleia. Charles-Joseph Panckoucke (1736-1798), dono da revista Mercure de France e editor da famosa Encyclopédie de 1785, o convenceu a integrar o Boletim em um diário maior, a Gazette Nationale ou Le Moniteur Universel.

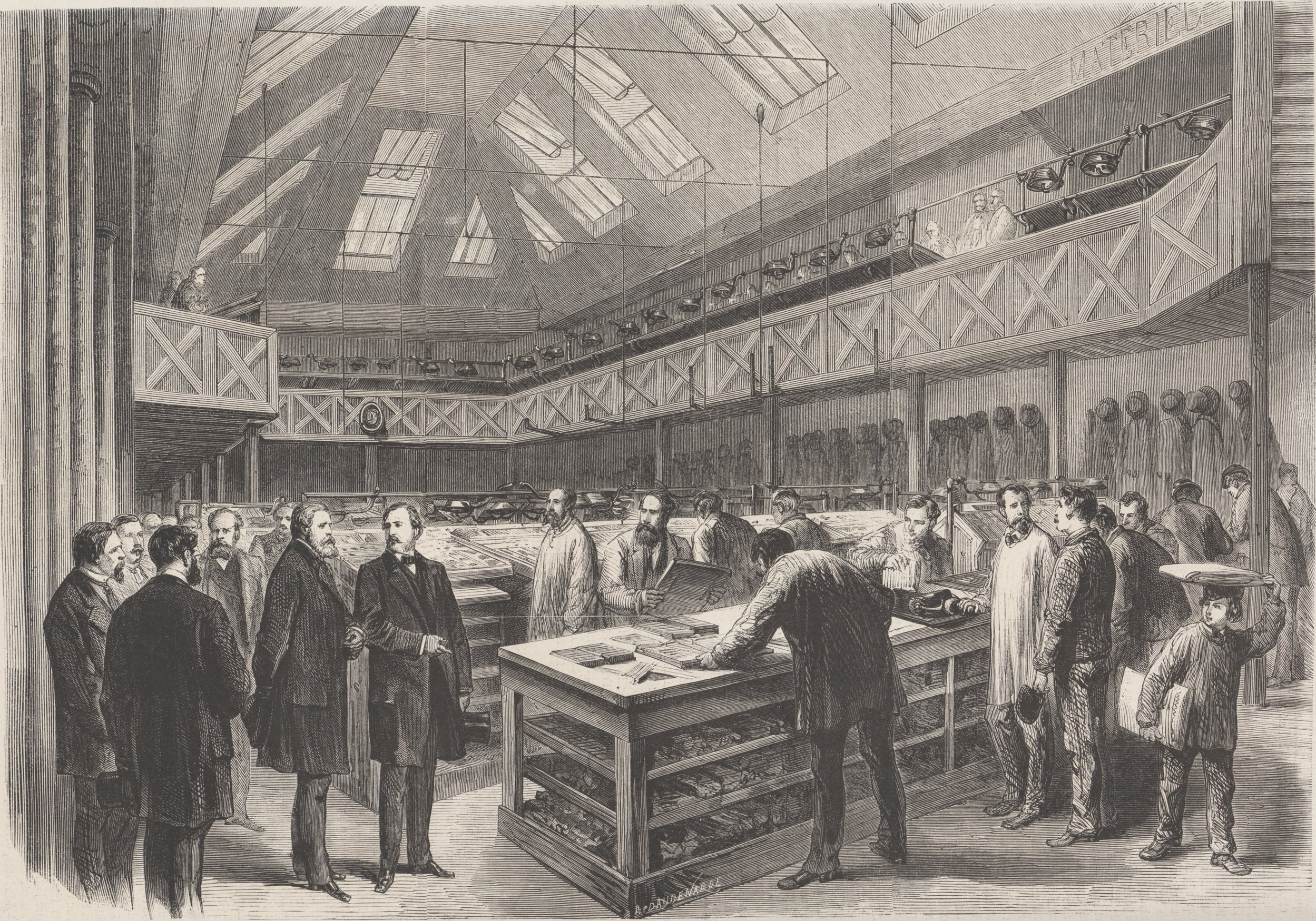
O Imperador do Brasil, Pedro II, visitando a gráfica dos jornais Le Moniteur universel e Le Monde illustré.

Em 2 de dezembro de 1799 o Le Moniteur foi declarado periódico oficial. Napoleão obteve o controle do diário através de Hugues-Bernard Maret e Jean-Jacques-Régis de Cambacérès, que eram responsáveis pelo seu conteúdo. Devido aos estritos controles de Napoleão na imprensa, os informes dos debates legislativos foram substituídos por boletins da Grande Armada e artigos polêmicos contra a Inglaterra.
O nome de Gazeta Nacional foi retirado do nome do periódico em 1 de janeiro de 1811, quando se tornou o Le Moniteur Universel. O jornal também passou a ter menos exclusividade política e abarcou artigos sobre literatura, ciência e arte, que ocupavam uma parte considerável de suas colunas. 
O regresso de Napoleão de seu exílio na Ilha de Elba, ocorrido em 20 de março de 1815, confirmou Le Moniteur em sua posição de diário oficial; Le Moniteur anunciou na mesma edição tanto a saída do rei Luís XVIII como a chegada do Imperador ao palácio das Tulherias.
Imediatamente depois da Revolução de Julho de 1830, um dos primeiros passos do governo provisório foi tomar o controle do Le Moniteur.
Le Moniteur cessou sua publicação em 31 de dezembro de 1868, sendo substituído pelo Diário Oficial da República francesa.